# Warhammer 40,000: Fire Warrior
Warhammer 40,000: Fire Warrior – gra komputerowa z gatunku first-person shooter wydana w październiku 2003 roku na platformy Windows i PlayStation 2. Gra została zaprojektowana przez studio Kuju Entertainment i wydana przez THQ, na licencji firmy Games Workshop. Akcja gry została umieszczona w fikcyjnym uniwersum Warhammer 40,000. Podczas jej tworzenia użyto autorskiego silnika Fire Warrior Engine, charakteryzującego się dużymi jak na tamte czasy możliwościami.
Polskim dystrybutorem gry w wersji PC jest CD Projekt.